# 杜醇

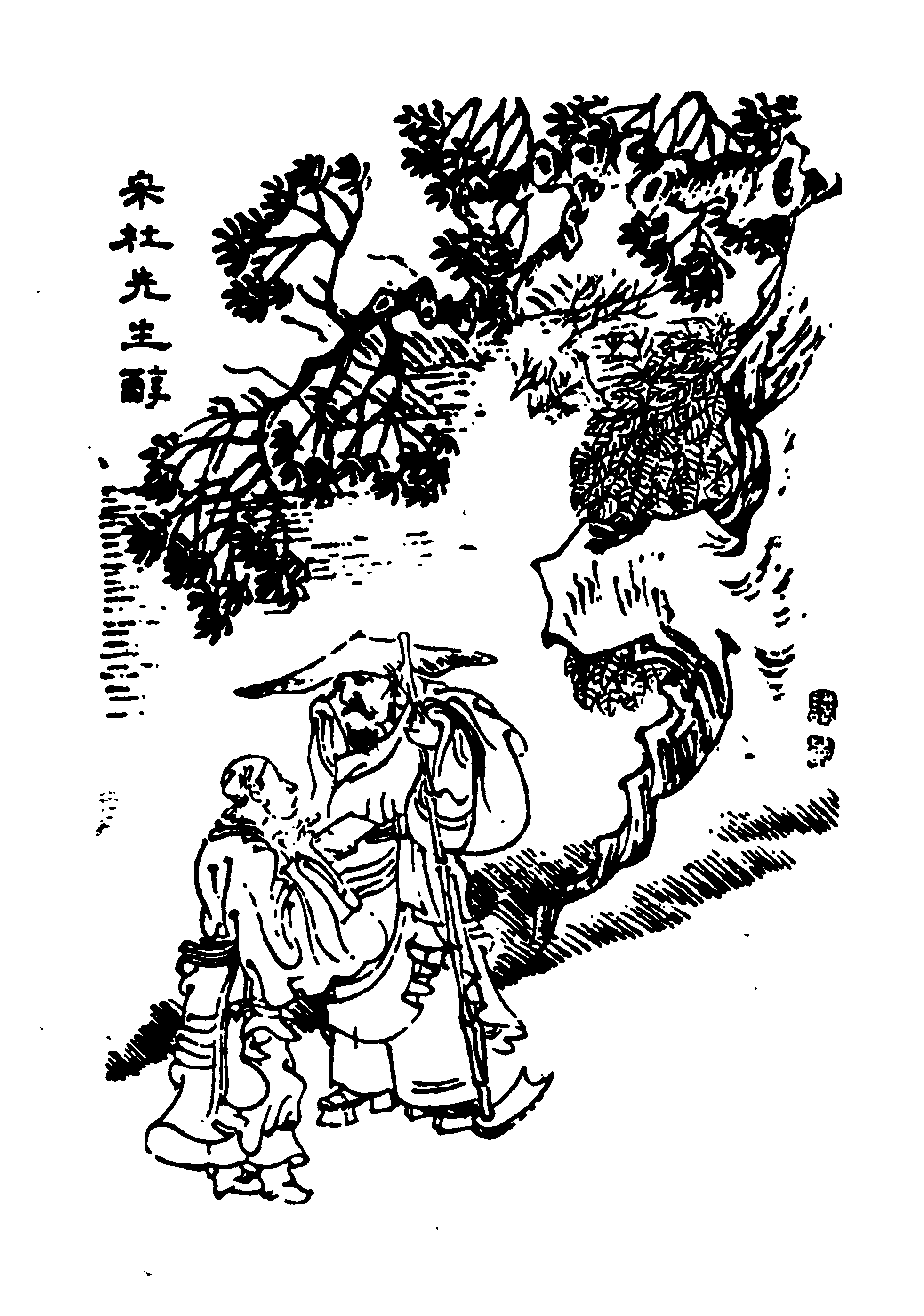
宋杜先生醇（清代畫家虞琴所繪，出自《四明人鑑》）

杜醇（？—？），字石台，慈溪大隱（今中国浙江省宁波市餘姚）人，北宋教育家、儒学者。活动于北宋慶曆年間。
以孝悌聞名於鄉，躬耕養親。宋慶曆八年（1048年），鄞縣知縣王安石致《請杜醇先生入縣學書》禮聘，同年慈溪知县林肇又聘之，鄞、慈两县学风之盛自醇始，學者稱石臺先生。與樓鬱、王說、楊適、王致合稱「慶曆五先生」。

## 延伸閱讀
[在维基数据编辑]
 《四明人鑑·宋杜先生醇》，出自《四明人鑑》